# Кайнар (Алгинський район)
Кайнар (каз. Қайнар) — село у складі Алгинського району Актюбінської області Казахстану. Адміністративний центр Токмансайського сільського округу.
В Радянські часи село називалося Октябрське.
Населення — 736 осіб (2021; 845 у 2009, 985 у 1999, 1041 у 1989).